# Melinaea brunnea
Melinaea brunnea är en fjärilsart som beskrevs av Riley 1919. Melinaea brunnea ingår i släktet Melinaea och familjen praktfjärilar. Inga underarter finns listade i Catalogue of Life.